# Gin de Menorca
L'illa de Menorca és una regió amb una rica història i cultura que destaca, entre d'altres, per la seva ginebra (també conegut com Gin de Maó o Gin Xoriguer). Un licor que no només és una beguda popular, sinó també un símbol de la influència britànica i holandesa a l’illa entre el 1712 i 1802; temps on el gin va calar en la societat i cultura menorquines degut a la demanda de begudes alcoholiques de les tropes. Tot i que l'origen del gin és holandès, els britànics van ser els responsables de la seva popularització, convertint-lo en una beguda d'alt consum i adaptant-ne la producció a les necessitats de l'illa.
Amb el pas del temps la producció s'ha anat adaptant als recursos locals fins al dia d'avui. La ginebra s'elabora artesanalment amb baies de ginebre (Juniperus communis) com a ingredient principal. La destil·lació es fa amb alambins de coure, alimentats amb llenya dels boscos de Maó, donant lloc a un licor amb una personalitat única valorada avui dia tant en l'àmbit local com internacional gràcies a la Indicació Geogràfica Protegida (IGP) reconeguda el 1997 i rebent nombrosos reconeixements any rere any .
Actualment, el Gin de Menorca representa la qualitat del producte i la tradició de l’illa. Destil·leries com Xoriguer assegura que el gin menorquí continuï sent un distintiu de l'illa mantenint l'elaboració artesanal i fent innovacions sostenibles. La seva rica història, vinculada amb l'evolució cultural i econòmica de Menorca, converteix al "Gin de Maó" en molt més que una simple beguda, representa una finestra al passat i un pont cap al futur.

## Història
L'illa de Menorca va estar sota dominació britànica des del 1712 fins al 1802, moment en què va tornar definitivament a ser espanyola. La influència anglesa a Menorca és indubtable i perceptible encara avui en dia, i es veu reflectida en la gran popularitat que té la ginebra entre els menorquins, tant en consum com en identitat cultural. Tot i que l'origen de la ginebra és holandès, foren els anglesos els qui li donaren l'impuls, passant d'importadors a fabricants i es convertiren en uns consumidors entusiastes. Durant la dominació anglesa a Menorca, la demanda de begudas alcohòliques es va incrementar norablement a causa de la presència de tropes i mariners que s'estacionaven a l'illa. Aquesta situació va marcar el punt de partida per a l'elaboració de ginebra local, iniciament per abastir aquest contigent militar.

En un principi la ginebra s'elaborava a partir d'aiguardent obtingut per la fermentació de cereals, seguit d'una posterior destil·lació i aromatització amb gàlbuls de ginebró (Juniperus communis), per distintes tècniques. Se li addicionaven també altres ingredients com ara llavors i grans de coriandre, arrel d'angèlica, canyella, comí, pell de taronja, entre d'altres. Amb el temps, es va començar a utilitzar alcohols de procedència agrícola diferents dels cereals, fent el procés més adaptable a les matèries primeres disponibles a l'illa.

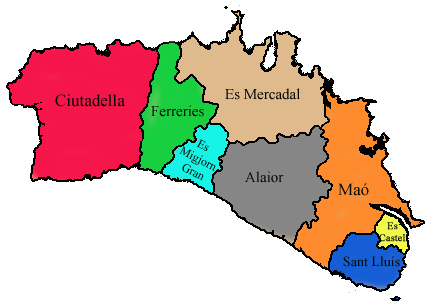
municipis de Menorca

La primera referència escrita del Gin de Menorca es troba en un receptari datat entre finals de 1790 i 1810, en el qual s'inclouen els ingredients així com part del procés d'elaboració. Tanmateix, els orígens del consum i producció de ginebra a Menorca es remunten a períodes anteriors. Per exemple, a principis del segle XVIII, documents britànics ja mencionen la presència d'alambins a l'illa i l'elaboració d'aiguardent destinat tant a la població local com als soldats britànics. El 1807, a les tavernes de Maó i altres poblacions, la ginebra representava un modest 2,6% del consum d'espirituosos, encara lluny de l'aiguardent, que dominava amb més del 96% Un altre document que demostra la presència i l'arrelament del Gin de Menorca és un escrit del menorquí Francesc Cardona Orfila, recopilador de dades per a l'obra de l'Arxiduc Lluís Salvador ''Die Balearen''. Aquesta obra, considerada una referència clau per a la història i cultura de les Illes Balears, destaca l'existència de diverses destil·leries a Maó, Alaior i Ciutadella durant el segle XIX. En aquest període, la ginebra es consolidà com un producte important dins de la indústria licorera local. El gin també és esmentat en l’obra de l’escriptor menorquí Joan Ramis i Ramis (1746 – 1819) i en la seva obra Pesos i mesures de Menorca (1815), on en el capítol dedicat als aiguardents esmenta el gin, cosa que denota ja un consum a l'illa. Aquesta menció suggereix que, encara que la ginebra menorquina s'associï sovint al període de dominació anglesa, la seva producció i consum s'estaven estenent a la societat local.
Durant la segona meitat del segle XIX, la producció de ginebra a Menorca va experimentar un creixement notable. Aquest període va coincidir amb una transformació general en la indústria licorera de l'illa, que va passar de dependre exclusivament de l'elaboració d'aiguardents a diversificar la seva producció amb altres espirituosos, incloent-hi el gin. La introducció d'alambins més eficients, com els dissenyats per Chaptal, va permetre una major puresa i qualitat en el destil·lat, facilitant la transició cap a una producció més moderna i competitiva.En aquest context, és important destacar el paper del port de Maó com a centre neuràlgic per a la distribució i exportació de ginebra. Al llarg del segle XIX, Menorca va començar a establir vincles comercials amb altres regions, exportant petites quantitats de licors a la península ibèrica i més enllà. Això va contribuir a popularitzar el terme "Gin de Maó", que es va consolidar com una marca associada a la qualitat i l'autenticitat menorquina.A principis del segle XX, Miguel Pons Justo va fundar la destil·leria Xoriguer, que encara està en funcionament, i que va permetre impulsar de manera definitiva la comercialització del Gin de Menorca a nivell nacional i internacional. Seguint receptes tradicionals i utilitzant alcohols d'origen agrícola, Xoriguer va preservar el caràcter artesanal del Gin de Menorca, tot i adaptar-se a les exigències del mercat modern.
Un altre aspecte que ha definit el Gin de Menorca al llarg de la seva història és el seu envàs distintiu. Les caneques ceràmiques, que encara es conserven en museus locals com el Museu de Menorca, reflecteixen la relació entre el producte i el patrimoni cultural de l'illa. Aquestes caneques daten, en molts casos, del període de dominació anglesa, i algunes han estat recuperades en dragatges al port de Maó.Ara forma part de la història, del gust, dels costums i de les celebracions dels menorquins i, per extensió, de molts d'habitants de les altres illes. El 1997 es va aprovar el reglament de la denominació geogràfica gin de Menorca. Aquesta denominació va ser essencial per protegir l'autenticitat del producte, evitar la competència deslleial i garantir la qualitat del gin elaborat a l'illa. A partir d'aquest moment, el Gin de Menorca no només es va consolidar com un símbol cultural de Menorca, sinó que també va guanyar prestigi a nivell internacional.
Així, en les últimes dècades, el Gin de Menorca ha rebut nombrosos premis i distincions,destacant la seva qualitat i singularitat. El Gin de Menorca va obtenir el 2011 el Premi al Millor Vi Espirituós No Vinícola atorgat per l'Associació Espanyola de Periodistes i Escriptors del Vi. El 2015 es va alçar amb una Medalla d'Or al certamen San Francisco World Spirits Competitions; a més de rebre dues estrelles per part de l'International Taste & Quality Institute de Brussel·les.
Al 2018, el Gin de Menorca va ser reconegut als Estats Units d'Amèrica, on Beverage Testing Institut, una institució de referència en l'anàlisi i puntuació de begudes, li han concedit una medalla d'or. La ginebra menorquina ha obtingut 91 punts sobre cent després d'un tast efectuat al febrer del 2018. Les seves característiques van convèncer als jutges nord-americans que no van dubtar en qualificar el Gin de Menorca d'excel·lent pels amants de les ginebres. Al mateix 2018, juntament amb aquest reconeixement institucional nord-americà, se li va sumar el premi guanyat per David Torronteras, estudiant del PFI-PTT Palamós-Palafrugell, de l'Institut Baix Empordà de Palafrugell, en el 35 Concurs Jove de Cocteleria de Catalunya organitzat per l'escola de direcció hotelera de Sant Pol de Mar. Torronteras es va imposar a la categoria << Destresa i Habilitat >> amb el seu còctel Costa Brava, on el Gin de Menorca el combina amb bitter Gran Reserva, xarop de pera, suc de magrana i un toc decoratiu cítric a partir d'una rondanxa de pomelo.
En definitiva, el Gin de Menorca és molt més que una beguda alcohòlica. És un testimoni viu de la història de l'illa, una combinació única de tradició i innovació que ha sabut adaptar-se als temps sense perdre la seva essència. Avui dia, el Gin de Menorca continua sent un símbol de l'orgull menorquí i una finestra al món que mostra la riquesa cultural i gastronòmica d'aquesta illa mediterrània.

## Elaboració

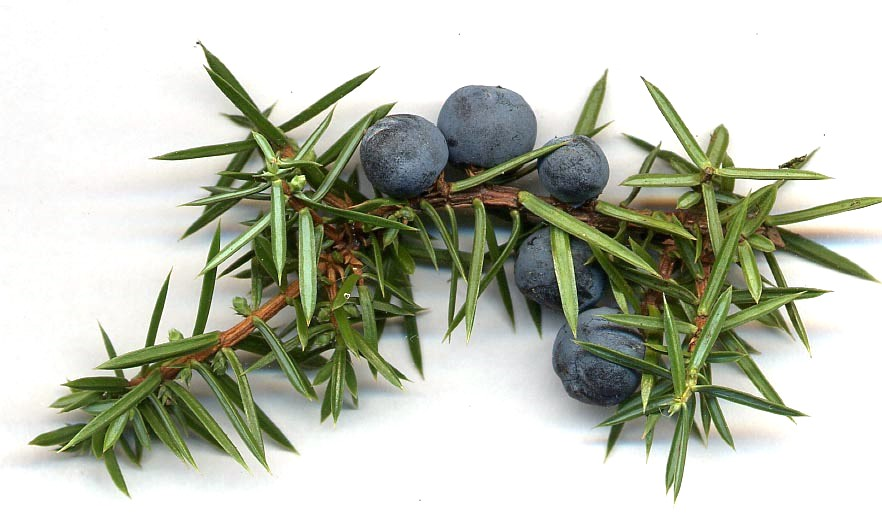
Branca de ginebre amb gàlbuls (ginebrons) com els utilitzats per a fer el gin de Menorca.

Els ingredients del Gin de Menorca són els següents: Gàbuls de ginebre (ginebró), amb una riquesa en oli del 7 al 9 per mil, alcohol etílic d'origen agrícola i aigua. En l'elaboració del Gin de Menorca no es permet addicionar cap additiu, aroma o extracte.Preferentment s'empren gàlbuls provinents de plantes cultivades a partir dels 800-1.000 metres per aconseguir que transmeti, al destil·lat, les millors qualitats de sabor i aroma. Aquests aromes que se senten al nas seràn els mateixos que acabaràn definint-se a la boca, i per conseqüència, els més influents en la percepció final, més enllà de l'alcohol.
El Gin de Menorca s'elabora per destil·lació d'alcohol etílic d'origen agrícola i gàlbuls de ginebre (Juniperus communis) en alambins de coure utilitzant com a combustible el foc directe de llenya. Els destil·lats presenten un grau alcohòlic d'entre el 30 i el 43%. S'evita fer líquids-base concentrats que es converteixen en el producte final per addició d'una mescla aigua-alcohol. D'aquesta manera s'eviten pèrdues i canvis en les aromes i sabors pròpies dels processos de concentració i s'aconsegueix així un millor equilibri i naturalitat. Es conserva en bótes de roure blanc, de tipus americà, per tal que agafi una mica de sabor de fusta, fins al moment de l'embotellament.

### Riscos i limitacions en la producció
La producció anual arriba al voltant d'uns 400.000 litres anuals, amb unes vendes per uns 3,5 milions d'euros a l'any. Els principals mercats són les mateixes Illes Balears, Espanya continental, però també s'exporta a països com els Estats Units d'Amèrica, França, Itàlia, Alemanya, Austràlia, Japó, Mèxic o Noza Zelanda.En aquesta producció hi ha uns riscos i limitacions que es tenen en compte: La producció limitada, on al tractar-se d'un producte artesanal i amb Indicació Geogràfica Protegida ( IGP), no es permet l'ús d'additius, ni processos industrials massius, que fa que pugui arribar a limitar la capacitat de producció. La Dependènia del turisme, una gran part de les vendes depèn del consum turístic, que ha arribat a deixar el mercat vulnerable en fluctuacions estacionals i crisis com la pandèmia. Costos de matèries primeres, on l'ús  d'ingredients d'alta qualitat i tècniques tradicionals pot arribar a augmentar els costos davant d'altres productors de ginebra industrial.

### Característiques sensorials
És una beguda transparent, incolora, fluida i no viscosa. Desprèn aromes intenses d'alcohol amb una clara preponderància dels components més volàtils del ginebró, detectant-se aromes d'altres grans i llavors. És seca i ardent com correspon a una beguda d'alta graduació, però a la vegada és fina, equilibrada i delicada, predominant-hi el sabor del ginebró. Característiques químiques El Gin de Menorca emparat per la denominació geogràfica compleix les següents especificacions químiques:
- Graduació final: entre el 38 i el 43% en volum.
- Contingut màxim de metanol: 1 g/l.
- Contingut màxim de metalls pesants: 40 ppm (expressat en plom).

### Sistema de control
Per elaborar un producte de màxima qualitat es realitzen unes tasques de control. Aquestes, es basen des d’anàlisis químics que puguin verificar que segueixen els requisits establerts; es comprova que els elaborador tenen la capacitat de produir Gin de Menorca en les condicions establertes en l’expedient tècnic i en especial, disposar d’un sistema de registres que garanteix  la identificació, traçabilitat, i comptabilitat de les matèries primeres, del producte elaborat i comercialitzat. Per altra banda, es presenta, en el primer mes de l’any següent, una declaració en imprès normalitzat, davant el Consell Insular de Menorca de la producció, comercialització i existències. Sobre el producte en si, es comprova mitjançant la presa de mostra aleatòria, que el Gin de Menorca compleix amb les característiques analítiques establertes.
En aquests controls sistemàtics del sistema d’autocontrol dels operadors que elaboren gin de Menorca tenen coma objectiu, comprovar que el alcohol etílic és d’origen agrícola, comprovar que la destil·lació es realitza en alambins de coure i amb foc directe de llenya, comprovar que la destil·lació es realitza en presència de baies de ginebró ( juniperus communis ) amb un percentatge d’olis essencials del 7 al 9%, comprovar que es realitzi una gestió adequada de la traçabilitat del producte, i comprovar que es realitzen anàlisis per a verificar que el producte s'ajusta a les especificacions estipulades. En els controls aleatoris però, es comprova la traçabilitat de les partides i els paràmetres analítics mitjançant la presa de mostra del producte.
També esmentar que cal seguir unes normes específiques d’envasat i etiquetatge, com que el producte emparat s'ha de comercialitzar en envasos de vidre o ceràmica, i que el Gin de Menorca ha d’incorporar en l’etiquetatge la denominació gin de Menorca en lletres d’una alçada mínima de 3 mm.

## Destil·leries Xoniguer
Destil·leries Xoriguer elabora la que probablement és la ginebra més antiga del Mediterrani. Ho fa de manera artesanal basant-se en una recepta de principis del 1700 i en alambins de coure de més de 250 anys d'antiguitat.
Pel que fa a l'ampolla característica, la nansa prové dels temps en què es venien els licors a granel, en uns envasos anomenats càntir, que permetien portar la beguda de les destil·leries a les cases i mantenir-la fresca. Aquest costum es va mantenir fins que, a principis dels anys 80, es va imposar l'envasament de begudes i Xoriguer va buscar un envàs que evoqués Menorca, optant per l'ampolla de vidre marró amb la seva característica nansa.

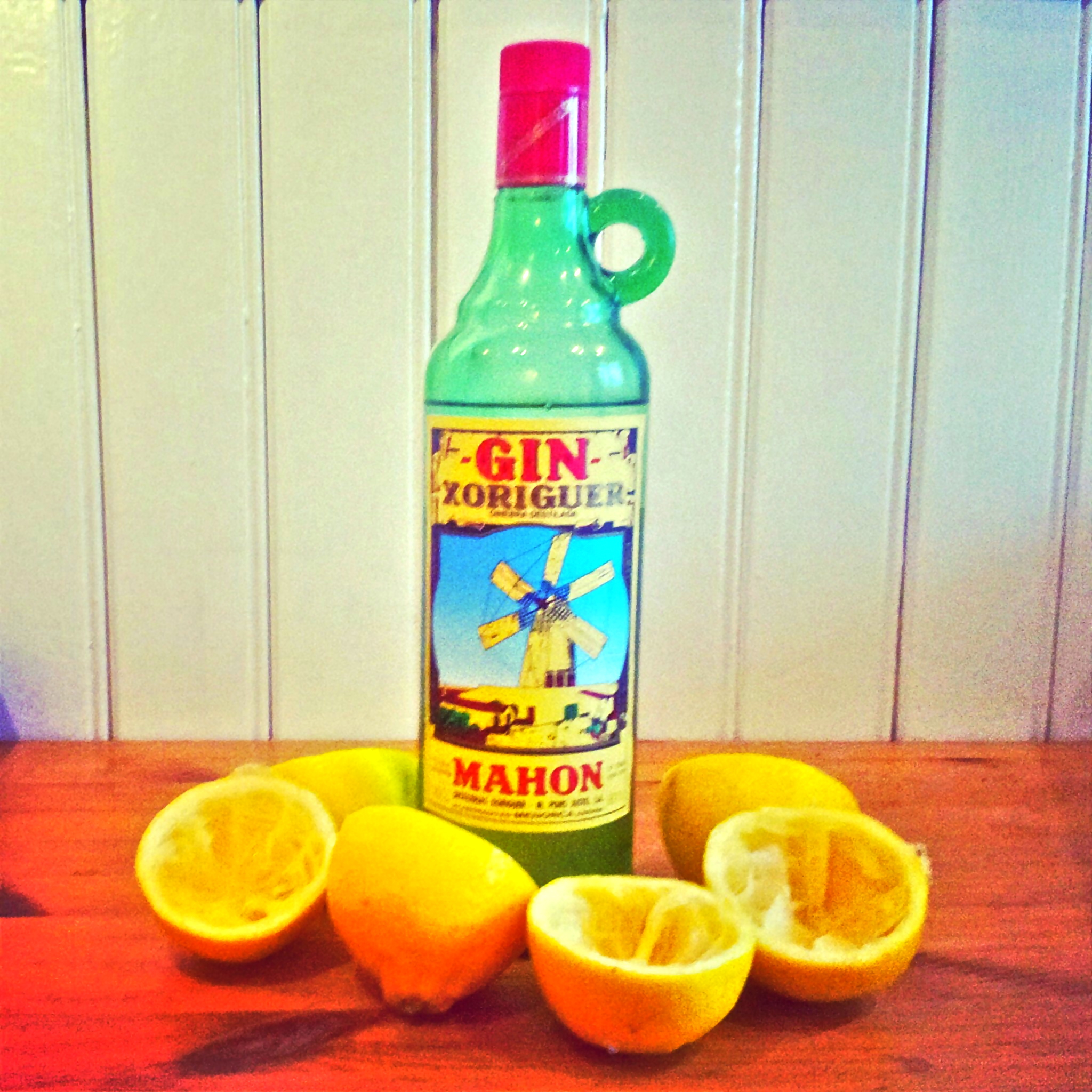
Ampolla de Gin de Menorca elaborada en les destil·leries Xoriguer

Quan a mitjan anys 90 una crisi mundial provoca el tancament de nombroses vidrieres, trobar forns capaços de produir envasos marrons es complica. Es busca una alternativa i s'escull el verd maragda. Canvia el color, però es manté el gest cap al càntir dels orígens. Pel que fa al molí amb les aspes al vent a l'etiqueta, és un altre homenatge. En aquesta ocasió, als orígens familiars de Miquel Pons Just, fundador de la destil·leria i descendent d’una nissaga de moliners dedicats a l’agricultura en una finca dels voltants de Maó. Quan Pons Just va haver de triar una imatge per al seu gin, es va decantar pel molí de 1784, el de Xoriguer, en el qual nombroses generacions de la seva família havien convertit quintars de blat en farina. Així va voler indicar que la seva destil·leria recollia els valors de tradició, qualitat i cura que regien en aquell vell molí. La mítica ginebra menorquina compta amb la indicació geogràfica “Gin de Maó” i és l’única beguda menorquina inclosa en aquest selecte grup, en què també s'integren el palo i les herbes de Mallorca, així com les herbes eivissenques i altres begudes com el patxaran de Navarra, la ratafia catalana, l'oruxo gallec, el cantueso alacantí, el ronmiel de Canàries o el brandi de Xerés o el Penedès.
En 2024, Miguel Pons Justo, S.A.-Destil·leries Xoriguer, és una empresa familiar que produeix més de mig milió d’ampolles de Xoriguer a l’any per a la seva comercialització en països com Espanya, els Estats Units, França, Itàlia, el Japó, Austràlia, Mèxic o Nova Zelanda.

### Procès de destil·lació
Destil·leries Xoriguer segueix un metode de destil·lació tradicional, conegut com a destil·lació simple o one-shot. Aquest metode consisteix en destil·lar tots els ingredients de cop. Primerament, es realitza una mescla amb tots les ingredients, alcohol base elaborat amb vi, baies de ginebre procedents dels Pirineus, les quals s'han deixat reposar durant anys, i aigua pura dels pous locals de Maó. L'alcohol vinícola, en lloc del alcohol de gra, ofereix una base més suau i complexa, amb matisos afruitats essencials per al sabor final del Gin Xoriguer.
Aquesta mescla es diposita en alambins de coure de mes de dos segles d'antiguetat i amb una capacitat de 700 litres. El coure d'aquest alambins elimina impureses, donant al gin un sabor més net i refinat. La destil·lació es realitza a foc lent, alimentat amb llenya dels boscos menorquins. A mesura que la barreja s'escalfa, l’alcohol i els aromes de les baies de ginebre s'evaporen, passen pel coll de l’alambí cap al condensador, on es refreden i tornen a l’estat líquid. Despres de descartar caps i cues de destil·lació, s'obte una ginebra única on es poden presenciar els olis essencials de les baies de ginebre.

### Organic Gin Xoriguer
Destil·leries Xoriguer acaba d’incorporar al seu catàleg el seu primer destil·lat ecològic, “Orgànic Gin Xoriguer”. Aquesta nova referència s'elabora amb ingredients naturas 100% ecològics a partir de la recepta de Gin Xoriguer, datada en el segle XVIII, i d’acord amb el mateix mètode de destil·lació, denominat “one-shot method, als alambins centenaris del Molí de Ponent del Port de Maó. Des de 1945 s'ha anat  elaborant Gin Xoriguer en base a una recepta amb pocs ingredients i un mètode de destil·lació tradicional que es serveix de llenya dels boscos de Menorca i agua marina per a refrigerar el procés. El que es fa amb Organic Gin Xoriguer és aplicar al procès de destil·lació baies de ginebró, que es seleccionen a mà i alcohol ecològics.
Amb aquesta nova referència (38°/70 cl.), es pretén expressar el compromís cap a maneres de producció sostenibles, més respectuosos amb el medi ambient i els recursos naturals, a més de donar resposta a la gran quantitat de consumidors que comparteixen aquesta sensibilitat i aposten per productes amb el segell ECO.

### Pomada
La pomada és la beguda alcohòlica molt popular a l'Illa de Menorca; es fa a partir de la mescla del popular Gin de Menorca amb llimonada. És un combinat molt consumit a Menorca, especialment durant les festes patronals de cada poble, normalment cada persona o família fa la seva pròpia mescla a partir del Gin Xoriguer, però l’empresa ha donat un pas endavant oferint el producte ja llest pel consum.
Per altra banda, el fabricant de gelats La Menorquina treu al mercat un sorbet de pomada, o ginebra amb llimonada, amb Destil·leries Xoriguer que s'ha comercialitzat en forma de granel a bars, hotels, resturants, gelateries i cocteleries de tota Espanya. Aquest nou sorbet combina el saber fer gelater de La Menorquina, fundada a Alaior (Menorca) al 1940, amb l'experiència de Xoriguer, destil·leria que elabora el gin a partir de la seva recepta de principis del segle XVIII, aportant un aroma amb records de ginebró, fusta verda i herbes, amb un gust herbaci al paladar, amb notes cítriques.
Aquesta unió d'ambdues firmes menorquines, referents una i altra de la idiosincràsia de l'illa que formen parts rellevants de la seva identitat i llegat gastronòmic, pot servir per amenitzar els postres, ja siguin en terrines o en copa; o per altres moments de consum, com l'elaboració de còctels, entre d'altres.

## Economia i comerç
A la dècada de 1880, les destil·leries locals van consolidar-se, amb una capacitat de producció que va assolir els 20.000 litres anuals només a Maó. L’any 1889, Rafael Pons va ser el primer a anunciar el “Gin de Maó” com a producte local, marcant l’inici de la seva identificació amb la marca insular. Malgrat els avenços, les exportacions de gin i altres licors eren mínimes, representant només el 5,8% de la producció total d’espirituosos entre 1857 i 1920, on la major part destinada a l’autoconsum.
El Gin de Menorca o Gin Xoriguer actualment no només representa un símbol cultural per a Menorca, sinó també un pilar important de l’economia de l'illa. El fet d'estar elaborada artesanalment a Maó genera impactes econòmics que es manifesten en diversos sectors, des de la indústria agroalimentària fins al turisme, passant per la promoció internacional de la marca Menorca.Destil·leries Xoriguer ven aproximadament 570.000 litres l'any de tots els productes líquids de la marca, entre els quals el ginebra és el producte principal, venent el 80% de la producció. Pel que fa a la pomada, es venen entre 220 i 230.000 litres anuals. L'empresa acutalmet factura uns 6,5 milions d’euros anuals i venent unes 780.000 botelles l'any 2023.
El 75% de la producció es ven a Espanya, on el 60% es consumeix a les illes Balears, però també en altres regions de la peninsula com Catalunya-València, Madrid, Saragossa. El 25% restant (100.000 litres) s'exporta a Estats Units, Europa i Àsia. La Indicació Geogràfica Protegida (IGP) garanteix l’autenticitat del producte i en reforça el valor als mercats estrangers, on és considerat com un producte exclusiu i representatiu de la cultura mediterrània. Totes aquestes exportacions  contribueixen significativament a l’economia de l’illa, ajudant a diversificar l’activitat econòmica de Menorca, la qual esta centrada en el turisme de temporada. El consum i el tipus de consumidor varia significativament segons el context cultural, oferint una fascinant combinació entre tradició local i adaptació als mercats internacionals.
A l’illa de Menorca, el Gin de Menorca és sinònim de tradició i identitat. Es consumeix de les formes mes tradicionals com la saliveta (gin amb soda), el gin sol o, especialment, la pomada, una barreja de gin i llimonada. Aquestes preparacions són protagonistes de les celebracions més emblemàtiques de l’illa, com les festes de Sant Joan a Ciutadella, on el Gin de Mernorca és un element central de les trobades socials.
A nivell internacional, el Gin Xoriguer es considera un producte d'alta qualitat, on s'integra en còctels més populars com el gintònic. S'utilitza per atraure consumidors que valoren la cocteleria moderna i els sabors únics que aporta. Regne Unit, Alemanya i els Estats Units són localitzacions especialment importants, on és apreciat tant pel seu sabor com per la seva autenticitat.